# Nebkaourê Khety
Nebkaourê Khety est un roi héracléopolitain de la IXe ou de la Xe dynastie, pendant la Première Période intermédiaire. Il règne à partir d’Héracléopolis en Haute-Égypte (20e nome).

## Attestations
Comme son nom n'est pas mentionné dans le canon royal de Turin (très abîmé là où sont situées les IXe et Xe dynasties), ce souverain n'est connu que par un objet contemporain : un poids en jaspe rouge qui a été déterré par Flinders Petrie à Tell el-Retabah dans le delta oriental ; ce poids est maintenant exposé au Musée Petrie (UC11782),.
Le nom d'un roi Nebkaourê figure également sur un papyrus de la fin du Moyen Empire (Berlin 3023) contenant une partie du Conte du Paysan éloquent ; il est probable que le roi Nebkaourê qui a tant apprécié l'éloquence du paysan était Nebkaourê Khety,,.

## Règne
On ne sait pratiquement rien sur les événements du règne de Nebkaourê Khety ; en raison des opinions divergentes des spécialistes, même sa datation reste difficile. De nombreux égyptologues attribuent Nebkaourê Khety à la IXe dynastie, juste après Néferkarê,,.
D'autres chercheurs, comme Jürgen von Beckerath, pensent au contraire que Nebkaourê Khety a régné pendant la Xe dynastie, peut-être avant Meribrê Khéty, et qu'il est le père de Mérikarê, destinataire de l'Enseignement pour Merikarê.